# Collegio elettorale Lussemburgo-Campagne
Il collegio elettorale di Lussemburgo campagna (fr: Circonscription de Luxembourg-Campagne, lb: Wahbezierk Lëtzebuerg Ländlech, ted: Wahlkreis Luxemburg Land), impropriamente Lussemburgo-Campagne, è stato uno dei collegi elettorali in cui era diviso il cantone di Lussemburgo, insieme a quello di Lussemburgo-Ville, del Granducato di Lussemburgo per l'elezione della Camera dei Deputati. Esso venne soppresso nel 1919 e inglobato nella Circoscrizione Centro.

## Storia
Dalla sua istituzione, nel novembre 1857, il collegio ha eletto deputati sempre diversi in proporzione alla sua crescente popolazione: nel 1860 tre deputati, nel 1868 cinque deputati e nel 1906 sei deputati. La sede è stata fissata nei quartieri Hollerich-Bonnevoie e al momento della soppressione nel 1919, insieme al Lussemburgo-Ville si è riunito in un unico cantone e successivamente insieme al cantone di Mersch a formare la Circoscrizione Centro.